# باغ محتشم
پارک شهر یا باغ محتشم یک پارک شهری در شهر رشت است. پارک شهر دارای دو بخش مکانیزه و باغ بوده و قدیمی‌ترین پارک رشت به‌شمار می‌آید.
قدمت پارک شهر یا باغ محتشم که امروزه پارک اصلی شهر رشت می‌باشد، به دوران سلطنت ناصرالدین شاه قاجار می‌رسد. در ۵ شهریور ۱۴۰۱ پیکر هوشنگ ابتهاج شاعر بلند آوازهٔ ایران در این باغ به خاک سپرده شد.

## پیشینه

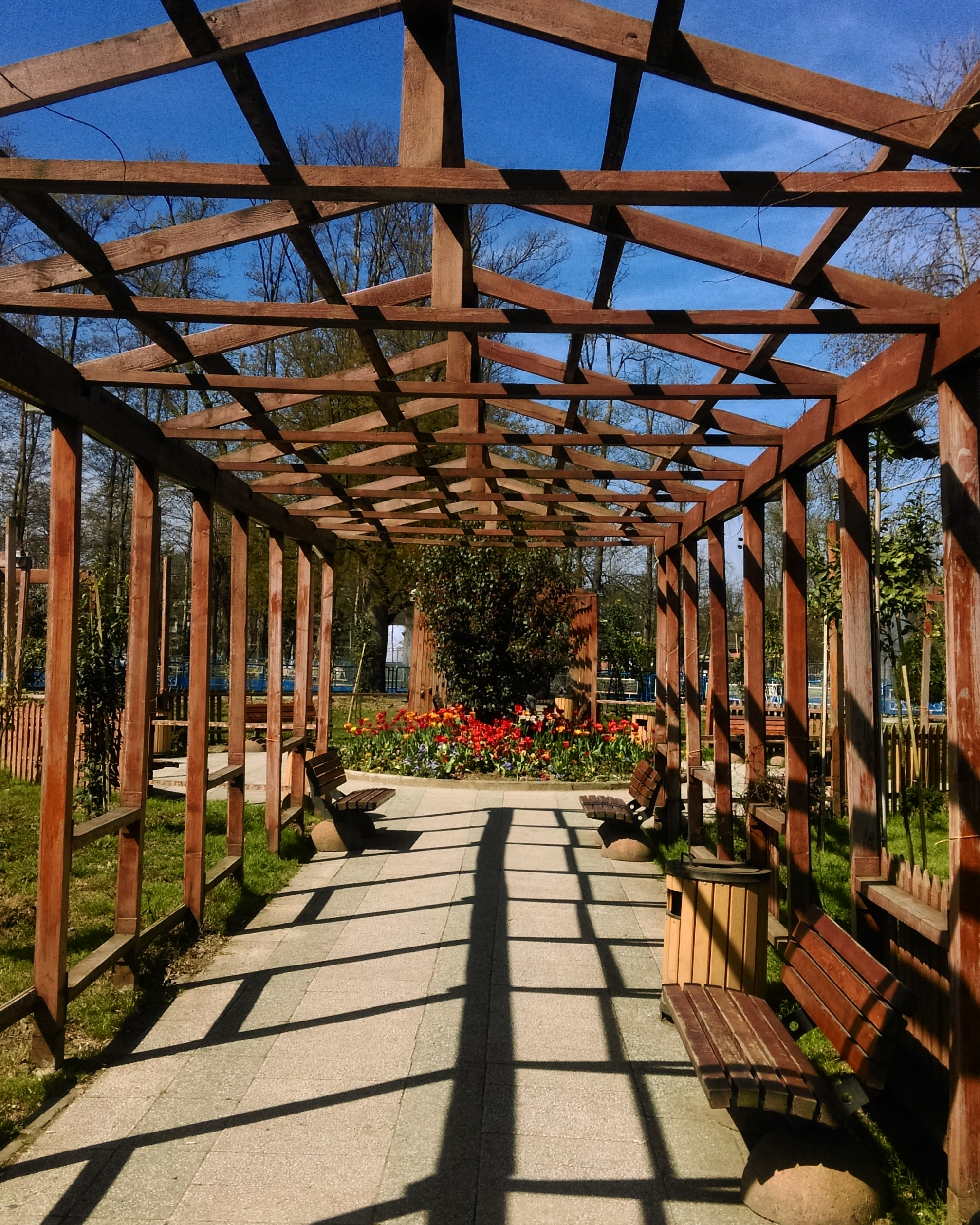
نمایی از پارک محتشم رشت(۲۰۱۸)

مالک و بانی اصلی این پارک اکبر خان بیگلربیگی (درگذشته ۱۳۰۷ ه‍.ق) از مالکان و متمولان طراز اول ایران در عصر ناصری و اجاره دار گمرکات شمال ایران بود. معروف است که غرس نهال‌های این پارک که امروزه درختان تنومندی شده‌اند و نیز خیابان کشی و احداث عمارت تابستانی واقع در آن که معروف به عمارت کلاه فرنگی است، همگی تحت نظارت شخص اکبر خان صورت پذیرفته است.
این پارک پس از درگذشت اکبر خان از طریق ارث به تنها دختر زنده مانده او رسید که در قباله نکاح پسرعموی خود صادق خان اکبر محتشم الملک (سردار معتمد بعدی) بود و از این تاریخ به باغ محتشم اشتهار یافت. بعدها در دوره پهلوی این پارک در ازای بدهی‌های مالیاتی به تصرف دولت درآمد و از تاریخ ۲۲ شهریور ۱۳۳۹ به عنوان پارک عمومی مورد استفاده اهالی شهر قرار گرفت.

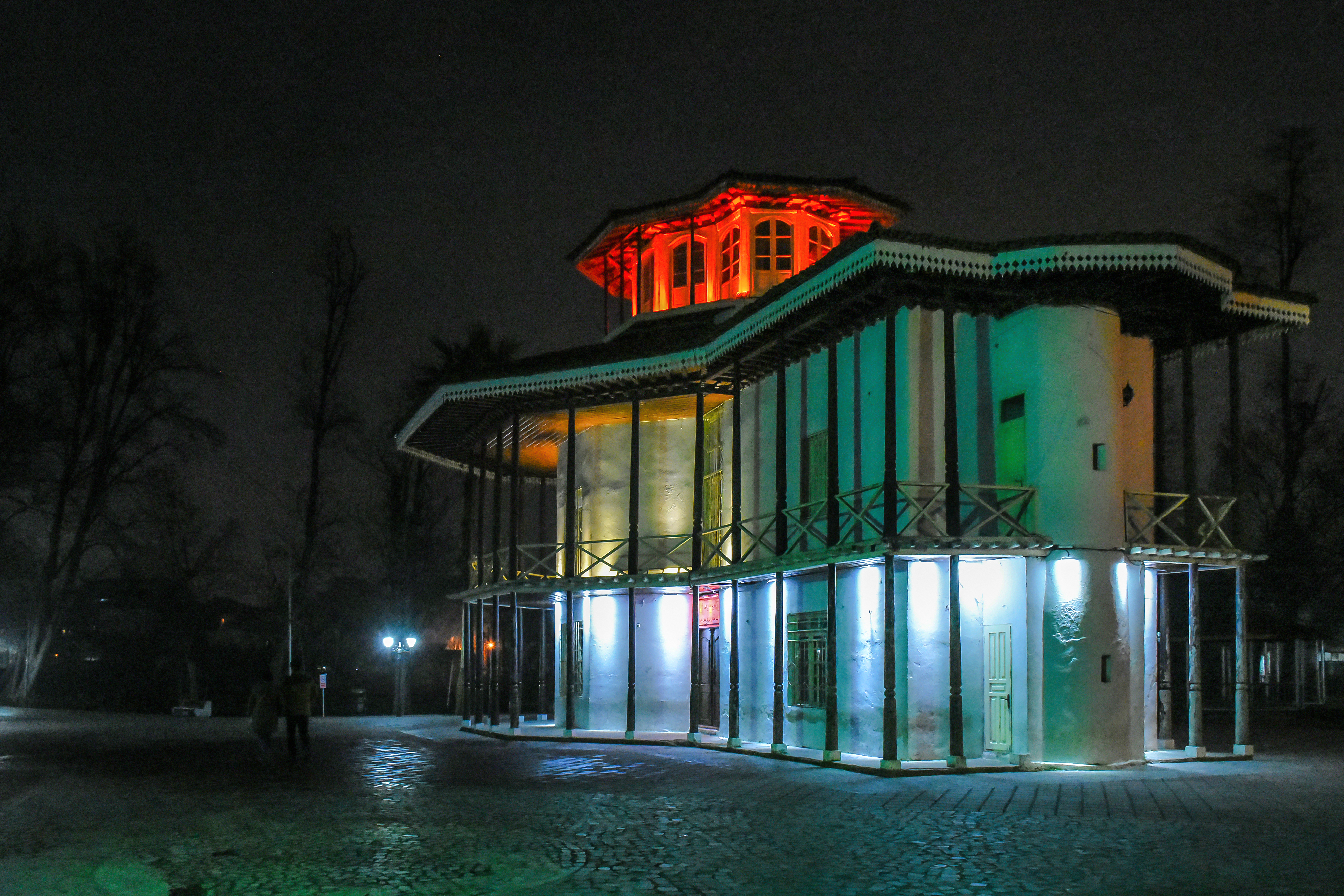
عمارت کلاه فرنگی رشت واقع در پارک محتشم

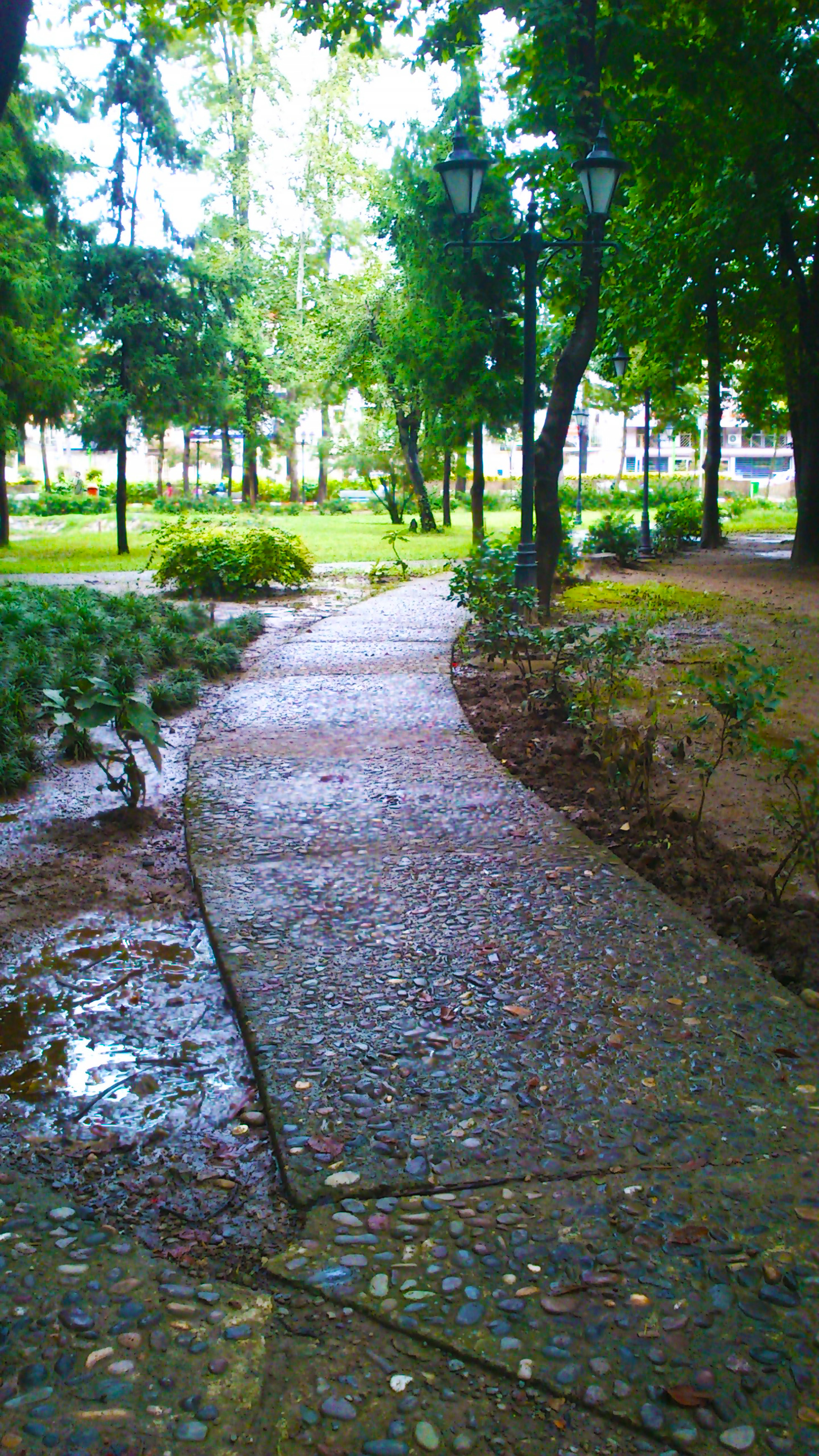

وسعت اولیه این باغ چندین برابر مساحت فعلی آن بود، ولی رفته رفته با توسعه شهر و خیابان کشی‌های انجام شده از وسعت آن کاسته شد. در سی سال اخیر نیز با احداث بنای استانداری و شهر بازی در محوطه آن، باز هم کوچک‌تر شد که البته به تازگی تشکیلات استانداری به جای دیگری انتقال یافت و قرار است در محل قبلی آن در پارک شهر، ساختمانی جهت کتابخانه مرکزی رشت تدارک دیده شود.
در انتهای این پارک نیز رودخانه‌ای در جریان است که سابقاً برای ماهیگیری مورد استفاده قرار می‌گرفت ولی امروزه به دلیل ریختن فاضلابهای شهری و بیمارستانی به درون آن آلوده و غیرقابل استفاده می‌باشد.

## آرامگاهِ هوشنگ ابتهاج

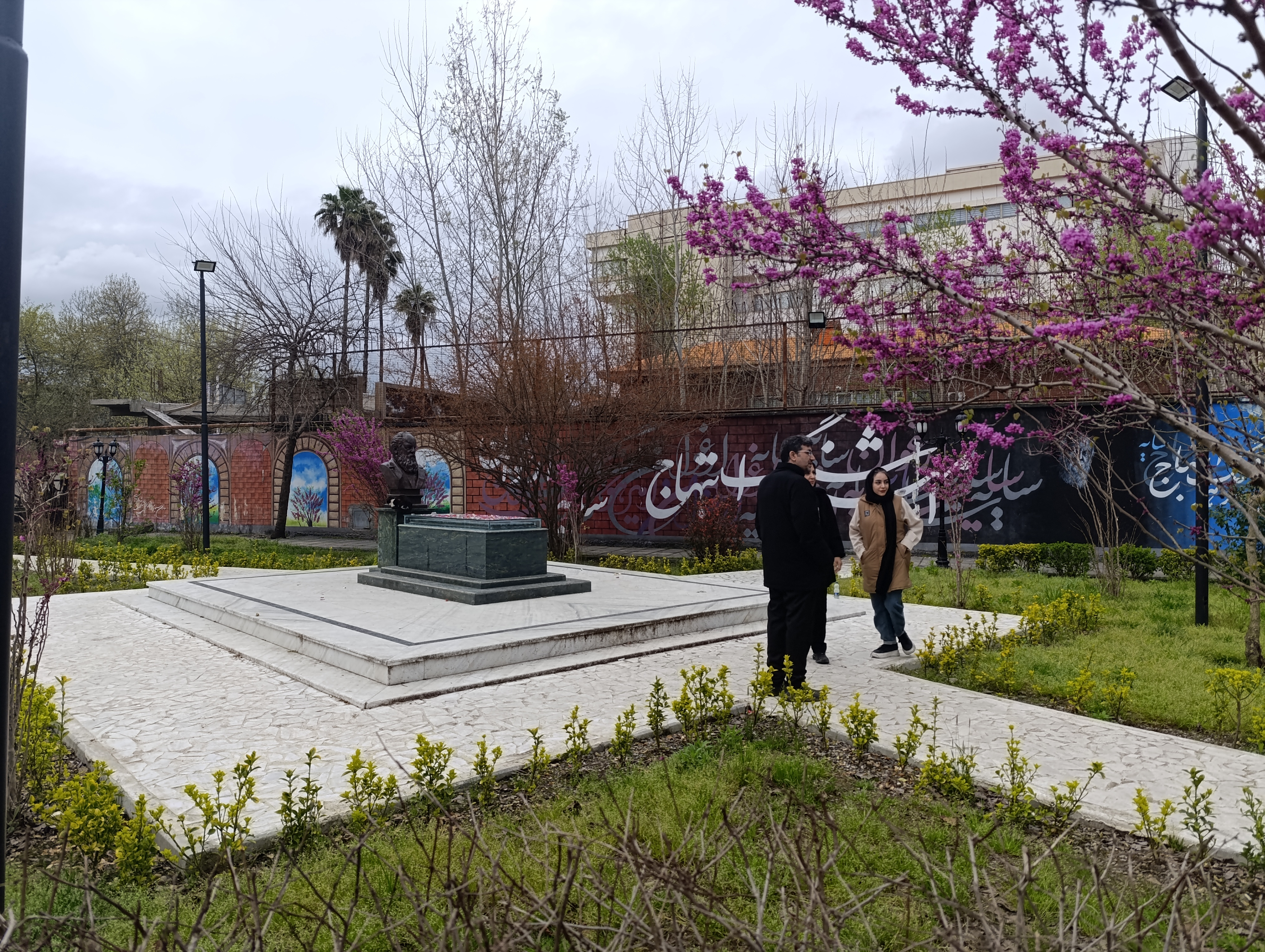
آرامگاه هوشنگ ابتهاج در باغ محتشم رشت

پیکر هوشنگ ابتهاج ۳ شهریورِ ۱۴۰۱ از آلمان به فرودگاه بین‌المللی امام خمینی رسید. تشیع در تهران آغاز شد و از صبح ۴ شهریور به مدّتِ ۱ روز از مقابل تالارِ وحدت و زیر درخت ارغوان ادامه داشت و ۵ شهریورِ ۱۴۰۱ پیکرِ شاعر با حضور فرزندانش و جمعی از مردم در باغِ محتشم به خاک سپرده شد.